# Reifenberg
Reifenberg è un comune di 824 abitanti della Renania-Palatinato, in Germania.

Appartiene al circondario (Landkreis) del Palatinato sudoccidentale (targa PS) ed è parte della comunità amministrativa (Verbandsgemeinde) di Thaleischweiler-Wallhalben.